# Pokój w Tylży

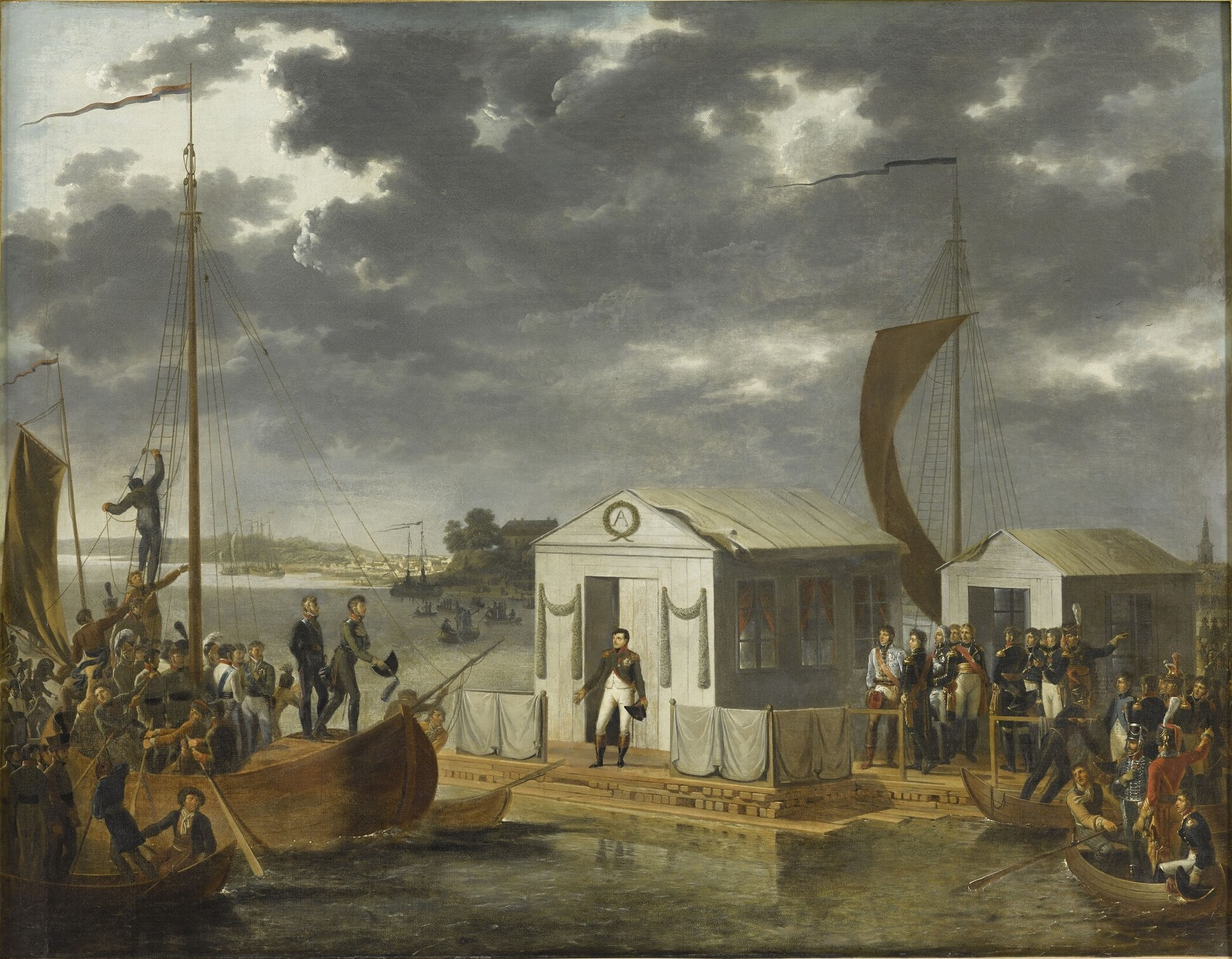
Tylża: tratwa zacumowana pośrodku Niemna, na której prowadzili rozmowy Napoleon i Aleksander I, mal. Adolphe Roehn

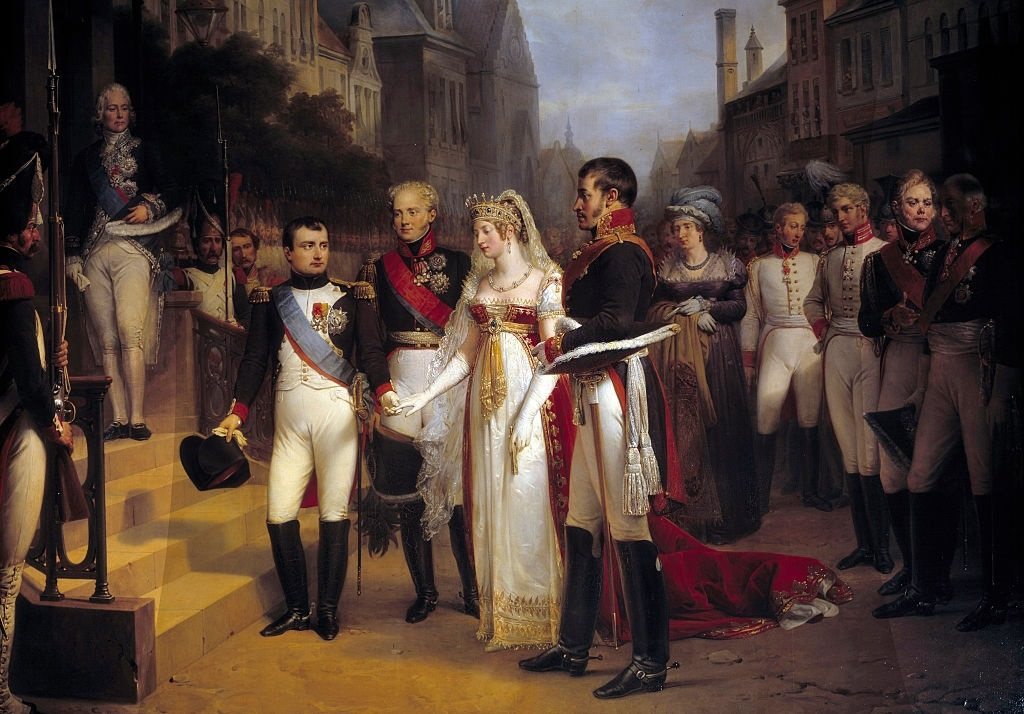
Napoleon przyjmuje w Tylży królową pruską Luizę, mal. Nicolas Gosse

Traktaty tylżyckie, pokój w Tylży – dwa porozumienia zawarte w Tylży przez I Cesarstwo Francuskie z Imperium Rosyjskim i Królestwem Prus w 1807.

## Traktaty

### Traktat francusko-rosyjski
Pierwszy traktat podpisany został 7 lipca 1807 roku przez cesarza Napoleona Bonaparte z carem Aleksandrem I. Do jego postanowień należały:
- uznanie przez Rosję Księstwa Warszawskiego, Wolnego Miasta Gdańsk i francuskich zdobyczy w Prusach.
- Imperium Rosyjskie przystąpiło do blokady kontynentalnej skierowanej przeciwko Wielkiej Brytanii.
- cesarz Aleksander I Romanow uznał królewskie tytuły braci Napoleona.
- Napoleon zgadzał się na aneksję przez Rosję departamentu białostockiego, który miał być jej przekazany przez Prusy jako obwód białostocki.

Rozmowy między Napoleonem a Aleksandrem prowadzono na tratwie zacumowanej pośrodku nurtu Niemna, tak by żaden z władców nie musiał przybywać do drugiego.

### Traktat francusko-pruski
Drugi traktat został zawarty przez Napoleona dwa dni później, 9 lipca, z Królestwem Prus. 
- Prusy rezygnowały z posiadłości w zachodnich Niemczech, z których utworzono Królestwo Westfalii.
- Powstało Wolne Miasto Gdańsk, pozostające pod protektoratem Królestwa Saksonii i Królestwa Prus.
- Prusy zrzekały się ziem drugiego, trzeciego i części ziem pierwszego rozbioru Polski, czego skutkiem było utworzenie Księstwa Warszawskiego na mocy artykułu XV tego traktatu. Trzy tygodnie później, z części ziem północnych, przybrzeżnych, pierwszego rozbioru Polski utworzono Wolne Miasto Gdańsk.
- Francuzi oddali zajęte tereny Śląska z Wrocławiem i twierdzami śląskimi.
- Traktat pozwalał na swobodne poruszanie wojsk Napoleona Bonaparte po terenie Prus.

Prusy częściowo wprowadziły Kodeks Napoleona, w tym:
- sekularyzację dóbr kościelnych,
- rozwiązanie zakonu jezuitów.

Traktat sprowokował Brytyjczyków do podjęcia akcji przeciw Danii i do zagarnięcia jej floty, by nie uczynił tego Napoleon. 
Postanowienia pokoju ukształtowały porządek polityczny i terytorialny, który przetrwał w ogólnym zarysie do roku 1813.